# Noa Kirel
Noa Kirel (ebraică: נועה קירל, n. 10 aprilie 2001) este o cântăreață, actriță și personalitate TV din Israel. Kirel s-a făcut cunoscută publicului israelian la vârsta de 13 ani și jumătate, odată cu lansarea primului ei single, „Medabrim”. De atunci a lansat alte piese de succes, a jucat în diverse producții cinematografice și a cochetat cu modelingul.

## Biografie
Noa Kirel este născută și crescută în Raanana de părinți evrei de origine austriacă și marocană. 
Prima apariție televizată a artistei a fost în cel de al doilea sezon al emisiunii Pusheraz, difuzată de Hot, emisiune care arată cum părinții își impulsionează copiii pentru a reuși în diferite domenii. Cariera sa muzicală a debutat în 2015, odată cu lansarea single-ului „Medabrim”. Piesa a fost compusă de rapperul Izzy, iar succesul său a fost imediat. Tot în 2015 a lansat single-ul „Killer”. Videoclipul piesei a fost descris de critici drept provocator și a stârnit controverse. Piesa a devenit subiectul undei dezbateri în Knesset datorită versurilor sexualizate, dar și din cauza vârstei artistei. Clipul are astăzi peste 10 milioane de vizualizări pe YouTube. Cu al treilea single, „Yesh Bi Ahava”, Noa Kirel a devenit cel mai tânăr artist care să figureze vreodată în playlist-ul GalGalatz, unul dintre cele mai populare posturi de radio din Israel.
Din 2017, Kirel este co-prezentatoarea programului muzical Lipstar, difuzat pe canalul yes kidZ, alături de Sagi Brightner. De asemenea, în același an a apărut în filmul Kim'at Mefursemet („Aproape celebră”) și în serialul Shilton Hatzlalim („Răzbunarea tocilarilor”). Kirel este și fața liniei de îmbrăcăminte TNT.
Un fenomen în social media, Noa Kirel are peste 770 de mii de urmăritori numai pe Instagram. Kirel se bucură de popularitate în special în rândul publicului adolescent. A fost nominalizată de trei ori consecutiv la MTV Europe Music Awards, în 2016, 2017 și 2018, la categoria „Best Israeli Act”, câștigându-le pe ultimele două.

## Viață personală
Din vara lui 2016, Noa Kirel este într-o relație cu modelul israelian Barak Shamir, care conduce de asemenea un program pe yes kidZ.
Din 2018, Kirel are o relatie cu artistul israelian Jonathan Mergui.

## Discografie

### Single-uri
- 2015
  - „Medabrim” (Se vorbește)
  - „Killer”
  - „Yesh Bi Ahava” (Am iubire)
- 2016
  - „Rak Ata” (Numai tu)
  - „Hatzi Meshuga” (Pe jumătate nebun)
  - „Bye Lahofesh” (Adio vacanță)
  - „Ten Li Siman” (Dă-mi un semn)
- 2017
  - „Makom Leshinuy”  (Loc pentru schimbare) (feat. Avior Malasa)
  - „Lirkod”  (Să dansezi) (feat. Sagi Brightner)
  - „Etzel Hadoda Ve Hadod” (La unchiul și mătușa) (feat. Agam Buhbut)
  - „Tikitas”  (Ce te uiți? în greacă) (feat. Stephane Legar & Arisa)
- 2018
  - „Migibor Leoyev” (Din erou dușman)
  - „Ba Li Otcha” (Am poftă de tine)
  - „Cinderella” (feat. The Ultras)
- 2019
  - „Drum”
  - „Ima Sheli” (Mama mea)
  - „Hatzuf” (Obraznic)
  - „Pauch”

## Filmografie
| An   | Titlu             | Rol       | Note      |
| ---- | ----------------- | --------- | --------- |
| 2017 | Shilton Hatzlalim |           | Serial TV |
| 2017 | Kimaat Mefursemet | Rotem     |           |
| 2018 | Kfula             | Libi Omer | Serial TV |

## Premii și nominalizări
| An   | Premii                     | Categorie                    | Rezultat     |
| ---- | -------------------------- | ---------------------------- | ------------ |
| 2016 | Premiile Children's Choice | Artistul anului              | Câștigat     |
| 2016 | MTV Europe Music Awards    | Cel mai bun artist israelian | Nominalizare |
| 2017 | MTV Europe Music Awards    | Cel mai bun artist israelian | Câștigat     |
| 2018 | MTV Europe Music Awards    | Cel mai bun artist israelian | Câștigat     |